# Limnophora angustatifrons
Limnophora angustatifrons este o specie de muște din genul Limnophora, familia Muscidae, descrisă de Fritz Isidore van Emden în anul 1965.
Este endemică în Pakistan. Conform Catalogue of Life specia Limnophora angustatifrons nu are subspecii cunoscute.